# Tading Niulihi
Tading Niulihi is een bestuurslaag in het regentschap Aceh Tenggara van de provincie Atjeh, Indonesië. Tading Niulihi telt 139 inwoners (volkstelling 2010).